# شعب الديك (الشعر)

تعديل مصدري - تعديل

شعب الديك محلة تابعة لقرية تبة، التابعة لعزلة الا ملؤك بمديرية الشعر إحدى مديريات محافظة إب في الجمهورية اليمنية، بلغ تعداد سكانها 117 حسب تعداد اليمن لعام 2004.